# Мело, Уэлтон
Уэлтон Араужо Мело (порт.-браз. Wélton Araújo Melo; 17 апреля 1975, Камбуси, Рио-де-Жанейро, Бразилия) — бразильский футболист, выступавший на позициях нападающего и полузащитника.

## Карьера
Уэлтон начал свою футбольную карьеру в клубе «Флуминенсе», после которого выступал за два других клуба из Рио-де-Жанейро — «Фламенго» и «Америку».
В составе сборной Бразилии до 23 лет Уэлтон принял участие в Панамериканских играх 1995.
4 марта 1996 года на Дополнительном драфте MLS Уэлтон был выбран во втором раунде под общим 16-м номером клубом «Нью-Инглэнд Революшн». 13 апреля сыграл в матче стартового тура сезона 1996 между «Революшн» и «Тампа-Бэй Мьютини», ставшем для обоих клубов дебютом в новообразованной высшей лиге США. 11 мая в матче против «Коламбус Крю» забил свой первый гол в MLS. Принял участие в Матче всех звёзд MLS 1996.
10 марта 1997 года Уэлтон был обменян в «Лос-Анджелес Гэлакси» на пик первого раунда Дополнительного драфта MLS 1998. За «Гэлакси» дебютировал 29 марта в матче стартового тура сезона 1997 против «Ди Си Юнайтед», выйдя на замену во втором тайме вместо Арута Карапетяна. 18 апреля в матче против «Колорадо Рэпидз» забил свой первый гол за «Гэлакси». В июле Уэлтон забил четыре гола и отдал одну голевую передачу в пяти матчах, за что был назван игроком месяца в MLS. Принял участие в Матче всех звёзд MLS 1998.
1 июня 1999 года «Метростарз» выменял Уэлтона у «Лос-Анджелес Гэлакси» на Роя Майерса, после чего обменял его, Эрика Виналду и Арлея Паласиоса «Майами Фьюжн» на позицию в рейтинге распределения. За «Фьюжн» он дебютировал 5 июня в матче против «Тампа-Бэй Мьютини». 26 июня в матче против «Сан-Хосе Клэш» забил свой первый гол за «Фьюжн». 8 марта 2001 года «Майами Фьюжн» подписал англичанина Иана Бишопа, и чтобы соответствовать лимиту MLS на иностранных игроков, клуб отчислил Уэлтона.
18 апреля 2001 года Уэлтон подписал контракт с клубом Эй-лиги «Питтсбург Риверхаундс». Дебютировал за «Риверхаундс» 5 мая в матче Открытого кубка США против «Рединг Рейдж». 18 мая в матче Открытого кубка США против «Нортерн Верджиния Ройалс» забил свой первый гол за «Риверхаундс». По итогам сезона 2001, в котором забил шесть голов и отдал восемь голевых передач в 25 матчах, Уэлтон был назван самым ценным игроком «Питтсбург Риверхаундс».
В 2002 году выступал на родине за клуб «Парана».
2003 год провёл в клубе Первого дивизиона Норвегии «Фредрикстад».
5 апреля 2004 года Уэлтон подписал контракт с клубом Эй-лиги «Сиэтл Саундерс». Дебютировал за «Саундерс» 15 мая в матче против «Портленд Тимберс», выйдя на замену на 62-й минуте вместо Вьета Нгуена. 23 мая в матче против «Калгари Мустангс» забил свой первый гол за «Саундерс». По итогам сезона 2004 Уэлтон стал лучшим бомбардиром клуба, забив 10 голов в 23 матчах. 9 марта 2005 года Уэлтон перезаключил контракт с «Сиэтл Саундерс».

## Достижения
Командные
 «Лос-Анджелес Гэлакси»
- Победитель регулярного чемпионата MLS: 1998

 «Сиэтл Саундерс»
- Чемпион Первого дивизиона USL[англ.]: 2005

Индивидуальные
- Участник Матча всех звёзд MLS: 1996, 1998
- Игрок месяца в MLS: июль 1997